# Щ-209
«Щ-209» — советская дизель-электрическая торпедная подводная лодка времён Второй мировой войны, принадлежит к серии X проекта Щ — «Щука».
Находилась в составе Черноморского флота.

## Служба
Совершила 18 боевых походов.

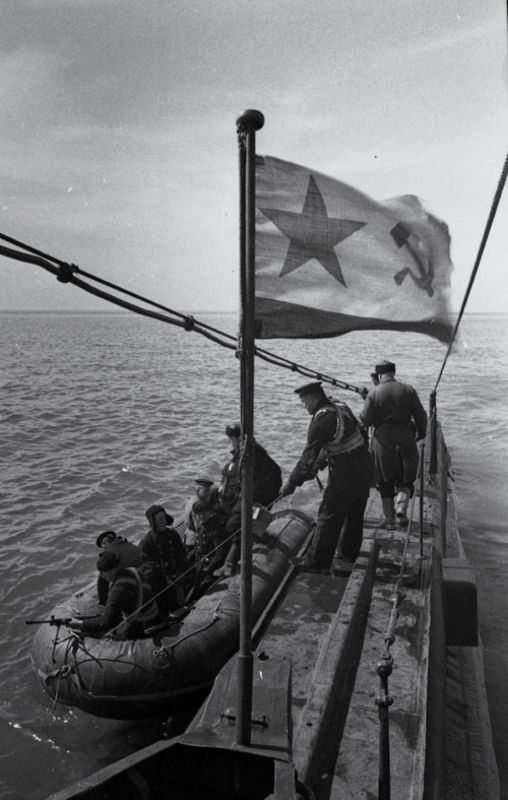
Разведчики 83-й бригады морской пехоты 51-й армии Крымского фронта проводят тренировку по высадке десанта с подводной лодки Щ-209 2-го дивизиона подводных лодок 1-й бригады подводных лодок Черноморского флота. Апрель 1942 года. Фото Е. Халдей.

Вывезла генерал-майора И. Е. Петрова из Севастополя в 1942 году.
Потопила 2 судна:
- Немецкая быстроходная десантная баржа Ф-566 (155 т) — 2 декабря 1943 года
- Турецкий парусник «Семси-Бахри» (26 брт) — 20 июля 1944 года

## Награды
- 6 марта 1945 года — Орден Красного Знамени — награждена указом Президиума Верховного Совета СССР от 6 марта 1945 года за образцовое выполнение боевых заданий командования на фронте борьбы с немецко-фашистскими захватчиками и проявленные при этом доблесть и мужество.

## Командиры
- капитан-лейтенант Киселев И. Н.
- капитан-лейтенант Иванов В. И.
- капитан-лейтенант Стеценко В. И.
- капитан-лейтенант Суходольский Н. В.